# Día de la Atención Primaria
El Día de la Atención Primaria es una conmemoración anual, promovida por las Sociedades Científicas de Medicina de Familia, que se celebra el 12 de abril.

## España
En 2011 se estableció en España el 12 de abril como el "Día Nacional de Atención Primaria", con el objetivo de ser el eje fundamental del Sistema Nacional de Salud, capaz de mejorar la eficiencia del mismo así como garantizar su sostenibilidad.

### Objetivos

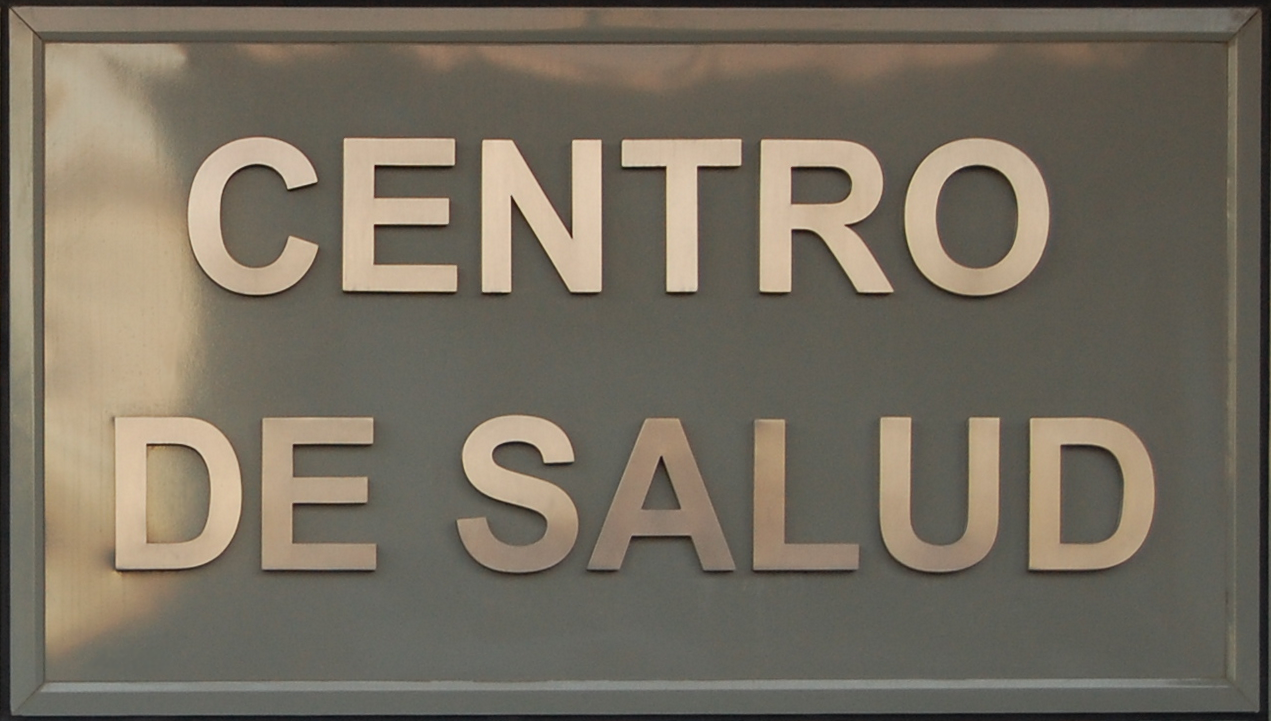

El Foro de Atención Primaria de España, compuesto por sociedades científicas, sindicatos profesionales y la Organización Médica Colegial, propone un decálogo de objetivos comunes para la Atención primaria con el fin de promover la calidad, la equidad, la cohesión y la sostenibilidad del Sistema Nacional de Salud:
1. La Atención Primaria es el eje del sistema sanitario y así debería ser reconocida a todos los efectos.
2. La Atención Primaria debe liderar, por tanto, la gestión de los procesos de la enfermedad crónica enfermo crónico dentro del sistema sanitario y social
3. Los Médicos de Familia y Pediatras deben a su vez, liderar la toma de decisiones relacionadas con la organización y gestión de recursos sanitarios (profesionalización de la gestión).
4. Dado su papel central en el sistema sanitario, los Médicos de Familia y Pediatras deben tener acceso al catálogo completo de pruebas complementarias.
5. El ejercicio de la Medicina en Atención Primaria debe tener un entorno profesional y laboral atractivo: estabilidad, incentivación…
6. Las agendas deben adecuarse a una asistencia de calidad, con un tiempo mínimo de 10 minutos por pacientes
7. La Gestión de la Incapacidad Temporal debe tener un diseño basado en criterios clínicos, evitando la multiplicación de informes y haciéndola extensiva a todos los niveles asistenciales
8. La receta electrónica debe extenderse a todos los niveles asistenciales y a todo el Sistema Nacional de Salud.
9. La formación en Atención Primaria debe empezar en la Universidad, con la creación de un área de competencias en Medicina de Familia y la definición de competencias específicas de Pediatría de Atención Primaria en la formación de grado.
10. Se debe facilitar el acceso de los profesionales de Atención Primaria a las actividades formativas y promover la investigación teniendo en cuenta las características propias de dicho nivel asistencial

## Otras conmemoraciones relacionadas

### Día Mundial del Médico de Familia
En 2010 la WONCA estableció el 19 de mayo como el "Día Mundial del Médico de Familia" (World Family Doctor Day), iniciativa para conmemorar el ejercicio profesional de la Atención Primaria de Salud.

### Día Nacional del Médico Rural
En la Argentina, desde el 2001, el 4 de julio se celebra como "Día Nacional del Médico Rural", conmemorando el natalicio del doctor Esteban Laureano Maradona (1895 – 1995) médico rural, naturalista, escritor y filántropo argentino, que pasó cincuenta años ejerciendo la medicina en Estanislao del Campo.